# Stojanka Grouittjeva
Stojanka Grouittjeva, född den 18 maj 1955 i Plovdiv i Bulgarien, är en bulgarisk före detta roddare.
Hon tog OS-brons i tvåa utan styrman i samband med de olympiska roddtävlingarna 1980 i Moskva.